# Resolución 170 del Consejo de Seguridad de las Naciones Unidas
La resolución 170 del Consejo de Seguridad de las Naciones Unidas, adoptada por unanimidad el 14 de diciembre de 1961, después de examinar la solicitud de Tanganica (actualmente Tanzania) para la membresía en las Naciones Unidas, el Consejo recomendó a la Asamblea General que Tanganyika fuese admitida.